# Gare de Cour-sur-Heure
La gare de Cour-sur-Heure est une gare ferroviaire belge de la ligne 132 de La Sambre à Mariembourg, située dans le village de Cour-sur-Heure sur le territoire de la commune de  Ham-sur-Heure-Nalinnes dans la province de Hainaut. 
Elle est mise en service en 1898.
C’est une halte voyageurs de la Société nationale des chemins de fer belges (SNCB) desservie par des trains Suburbains (S64) et d’Heure de pointe (P).

## Situation ferroviaire
Établie à 150 mètres d'altitude, la gare de Cour-sur-Heure est située au point kilométrique (PK) 13,300 de la ligne 132 de La Sambre à Mariembourg, entre les gares de Ham-sur-Heure et de Berzée. 

## Histoire
La station de Cour-sur-Heure est mise en service, le 11 avril 1898 par les Chemins de fer de l'État belge.
En 1913-1914, est construit un bâtiment de gare correspondant au plan type 1895. Elle reçoit une façade en pierre du pays contrairement aux autres construites en briques. En outre, la forme des linteaux des fenêtres est complètement différente des autres gares type 1895. Plusieurs autres gares de ce type furent construites sur la Ligne 132 au début du siècle, notamment la gare d'Olloy-sur-Viroin ou celle de Treignes.
Abritant une école dans les années 1950, elle est vendue par la SNCB à une famille privée dans les années 1980, qui la revend ensuite à un kinésithérapeute, qui y installe son centre de soins avec piscine de rééducation.
En 2011, elle est finalement revendue à un couple qui la rénovera complètement et y installera son restaurant "La Gare de Cour", ensuite transformé en salle de réception en 2014.

## Service des voyageurs

### Accueil
Halte SNCB, c'est un point d'arrêt non géré (PANG) à accès libre. Elle est équipée d'un automate pour l'achat de titres de transport.
La traversée des voies et le passage d'un quai à l'autre s'effectuent par le passage à niveau routier.

### Desserte
Cour-sur-Heure est desservie par des trains Suburbains (S64) ou d’Heure de pointe (P) de la ligne 132 de la SNCB qui effectuent des missions sur la ligne commerciale 132 : Charleroi - Couvin.
En semaine, il n’y a aucune desserte les heures creuses car les trains de voyageurs franchissent la gare de Cour-sur-Heure sans s’y arrêter. La desserte est irrégulière et comprend au total 13 trains par jour :
- cinq trains P entre Couvin ou Walcourt et Charleroi-Central (le matin) ;
- deux trains P entre Charleroi-Central et Couvin (le matin) ;
- un train S64 entre Couvin et Charleroi-Central (l’après-midi) ;
- deux trains P entre Charleroi-Central et Couvin ou Walcourt (l’après-midi) ;
- un train P entre Couvin et Charleroi-Central deux trains P entre Charleroi-Central et Couvin (en début de soirée).

Les week-ends et jours fériés, la desserte est cadencée toutes les deux heures dans chaque sens et comprend des trains S64 reliant Charleroi-Central à Couvin.

### Intermodalité
Le stationnement des véhicules est difficile à proximité (parking le plus proche sur la place du village).

## Comptage voyageurs
Le graphique et le tableau montrent le nombre de passagers qui en moyenne embarquent durant la semaine, le samedi et le dimanche.
| Nombre de voyageurs qui embarquent à la gare de Cour-sur-Heure | Nombre de voyageurs qui embarquent à la gare de Cour-sur-Heure | Nombre de voyageurs qui embarquent à la gare de Cour-sur-Heure | Nombre de voyageurs qui embarquent à la gare de Cour-sur-Heure |
|                                                                | Semaine                                                        | Samedi                                                         | Dimanche                                                       |
| -------------------------------------------------------------- | -------------------------------------------------------------- | -------------------------------------------------------------- | -------------------------------------------------------------- |
| 1977                                                           | 106                                                            | 38                                                             | 28                                                             |
| 1978                                                           | 104                                                            | 25                                                             | 13                                                             |
| 1979                                                           | 94                                                             | 31                                                             | 26                                                             |
| 1980                                                           | 109                                                            | 33                                                             | 27                                                             |
| 1981                                                           | 137                                                            | 39                                                             | 18                                                             |
| 1982                                                           | 148                                                            | 45                                                             | -                                                              |
| 1983                                                           | 116                                                            | 22                                                             | -                                                              |
| 1984                                                           | 118                                                            | 34                                                             | 27                                                             |
| 1985                                                           | 114                                                            | 26                                                             | 26                                                             |
| 1986                                                           | 136                                                            | 35                                                             | 35                                                             |
| 1987                                                           | 111                                                            | 34                                                             | 35                                                             |
| 1988                                                           | 123                                                            | 36                                                             | 31                                                             |
| 1989                                                           | 122                                                            | 30                                                             | 26                                                             |
| 1990                                                           | 110                                                            | 22                                                             | 34                                                             |
| 1991                                                           | 102                                                            | 31                                                             | 16                                                             |
| 1992                                                           | 113                                                            | 33                                                             | 35                                                             |
| 1993                                                           | 111                                                            | 28                                                             | 25                                                             |
| 1994                                                           | 111                                                            | 11                                                             | 18                                                             |
| 1995                                                           | 66                                                             | 19                                                             | 14                                                             |
| 1996                                                           | 80                                                             | 20                                                             | 17                                                             |
| 1997                                                           | 77                                                             | 17                                                             | 15                                                             |
| 1998                                                           | 77                                                             | 20                                                             | 12                                                             |
| 1999                                                           | 66                                                             | 14                                                             | 30                                                             |
| 2000                                                           | 81                                                             | 10                                                             | 8                                                              |
| 2001                                                           | 63                                                             | 29                                                             | 10                                                             |
| 2002                                                           | 69                                                             | 22                                                             | 18                                                             |
| 2003                                                           | 63                                                             | 9                                                              | 9                                                              |
| 2004                                                           | 81                                                             | 13                                                             | 12                                                             |
| 2005                                                           | 56                                                             | 12                                                             | 4                                                              |
| 2006                                                           | 73                                                             | 12                                                             | 7                                                              |
| 2007                                                           | 53                                                             | 12                                                             | 9                                                              |
| 2008                                                           | -                                                              | -                                                              | -                                                              |
| 2009                                                           | 42                                                             | 11                                                             | 9                                                              |
| 2010                                                           | -                                                              | -                                                              | -                                                              |
| 2011                                                           | -                                                              | -                                                              | -                                                              |
| 2012                                                           | 32                                                             | 10                                                             | 18                                                             |
| 2013                                                           | 37                                                             | 12                                                             | 12                                                             |
| 2014                                                           | 39                                                             | 13                                                             | 13                                                             |
| 2015                                                           | 31                                                             | 16                                                             | 18                                                             |
| 2016                                                           | 33                                                             | 15                                                             | 22                                                             |
| 2017                                                           | 42                                                             | 15                                                             | 17                                                             |
| 2018                                                           | 28                                                             | 19                                                             | 29                                                             |
| 2019                                                           | 32                                                             | 16                                                             | 9                                                              |
| 2020                                                           | 24                                                             | 5                                                              | 5                                                              |
| 2021                                                           | -                                                              | -                                                              | -                                                              |
| 2022                                                           | 20                                                             | 11                                                             | 11                                                             |
| 2023                                                           | 52                                                             | 10                                                             | 14                                                             |
| 2024                                                           | 30                                                             | 15                                                             | 15                                                             |

Installations de la halte
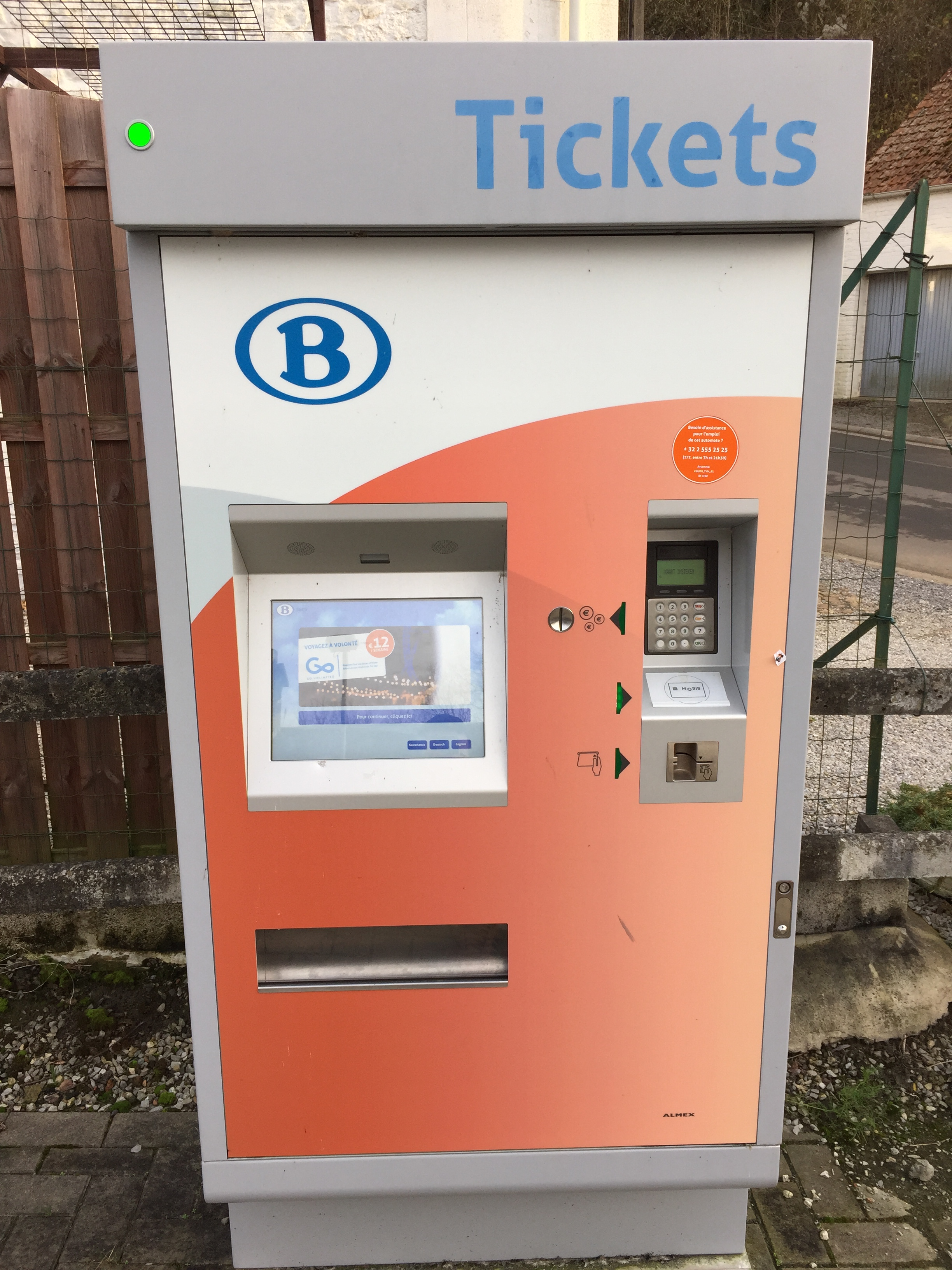
Automate.
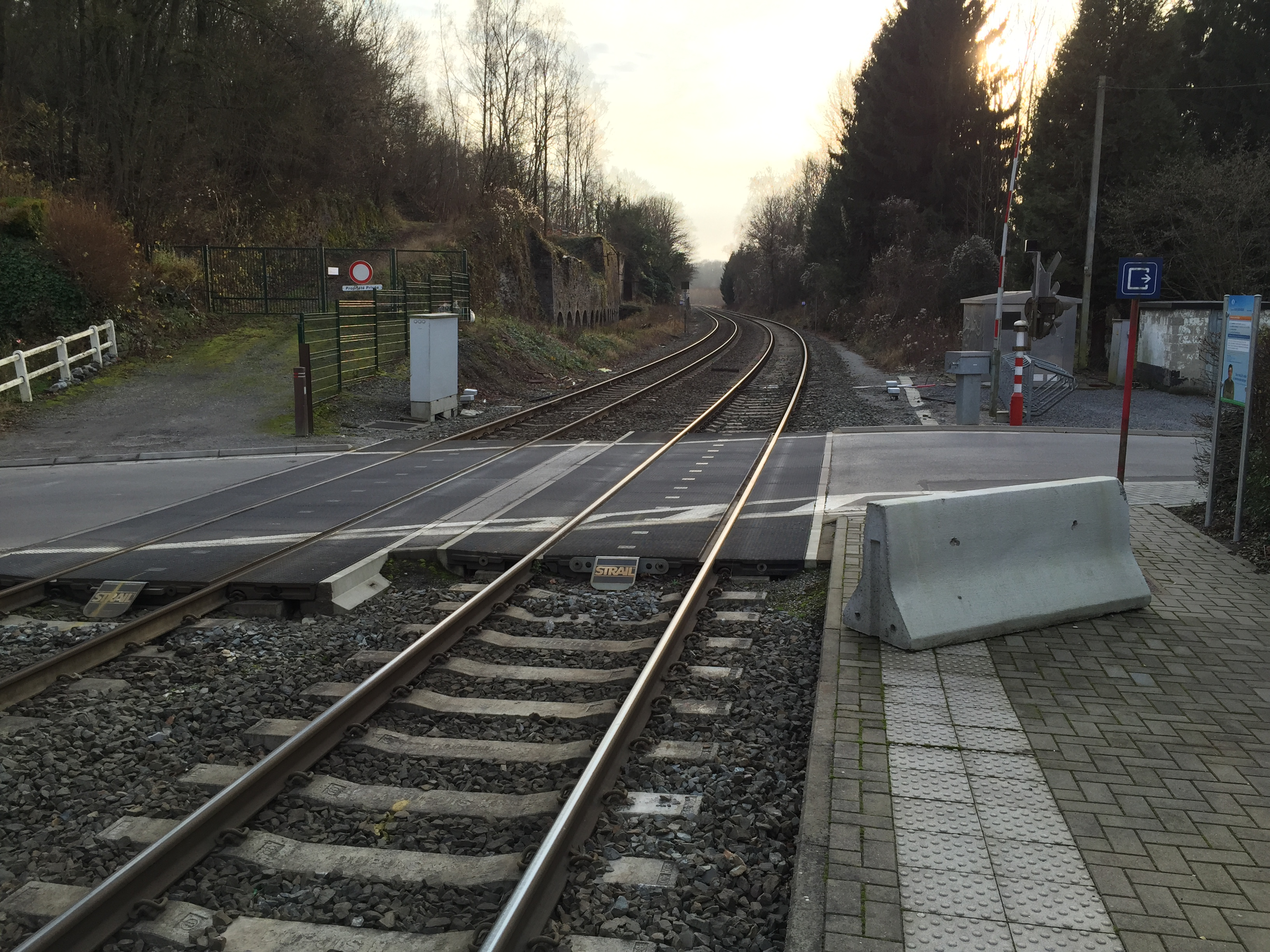
Passage à niveau.
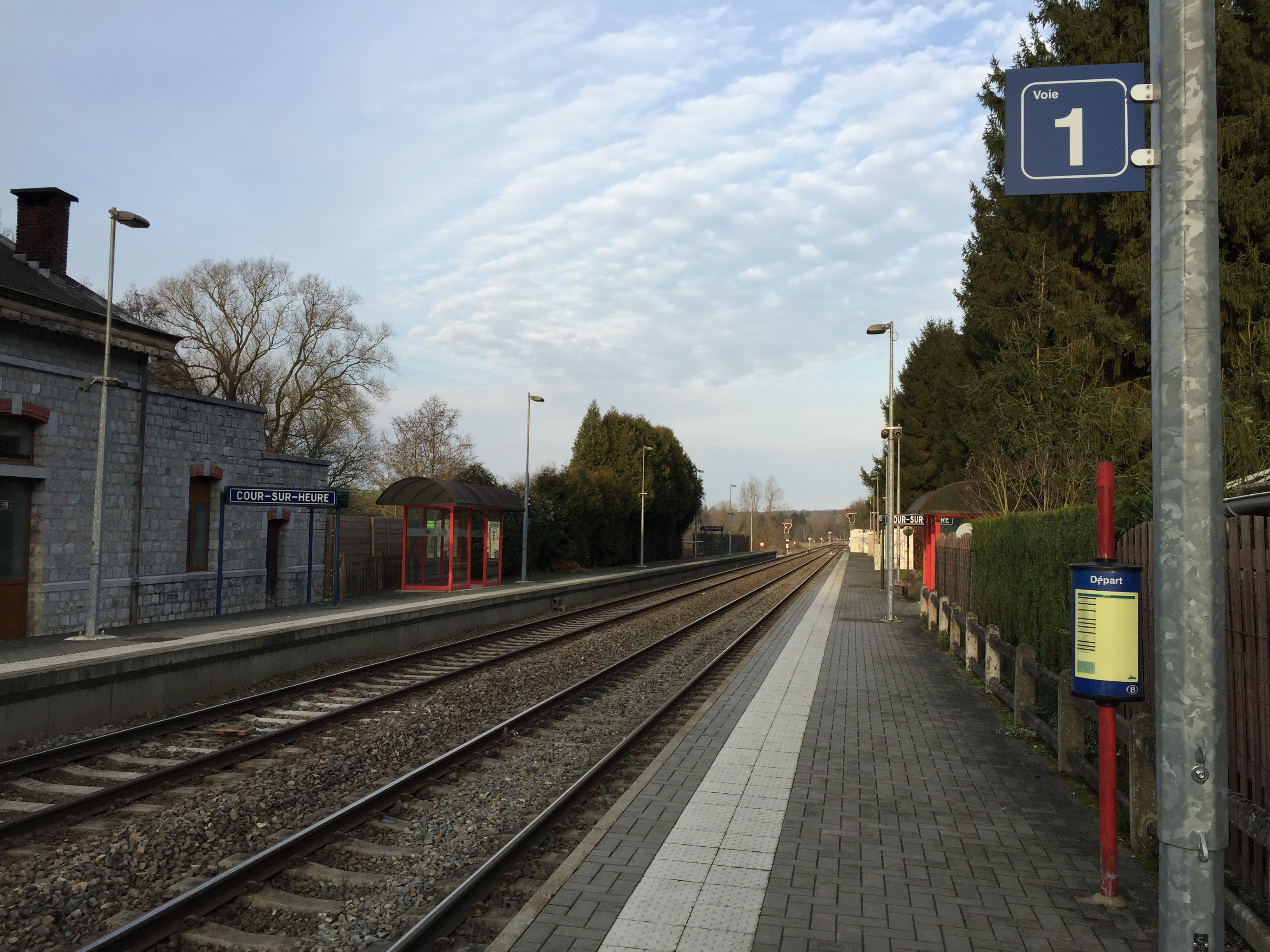
La halte.

## Patrimoine ferroviaire
L’ancien bâtiment de la gare est ré-affecté en restaurant.
Bien qu’il existe encore de nombreuses gares de plan type 1895 en Belgique, celle de Cour-sur-Heure est unique car elle fut la seule pourvue d’une façade en pierre.

Ancien bâtiment voyageurs
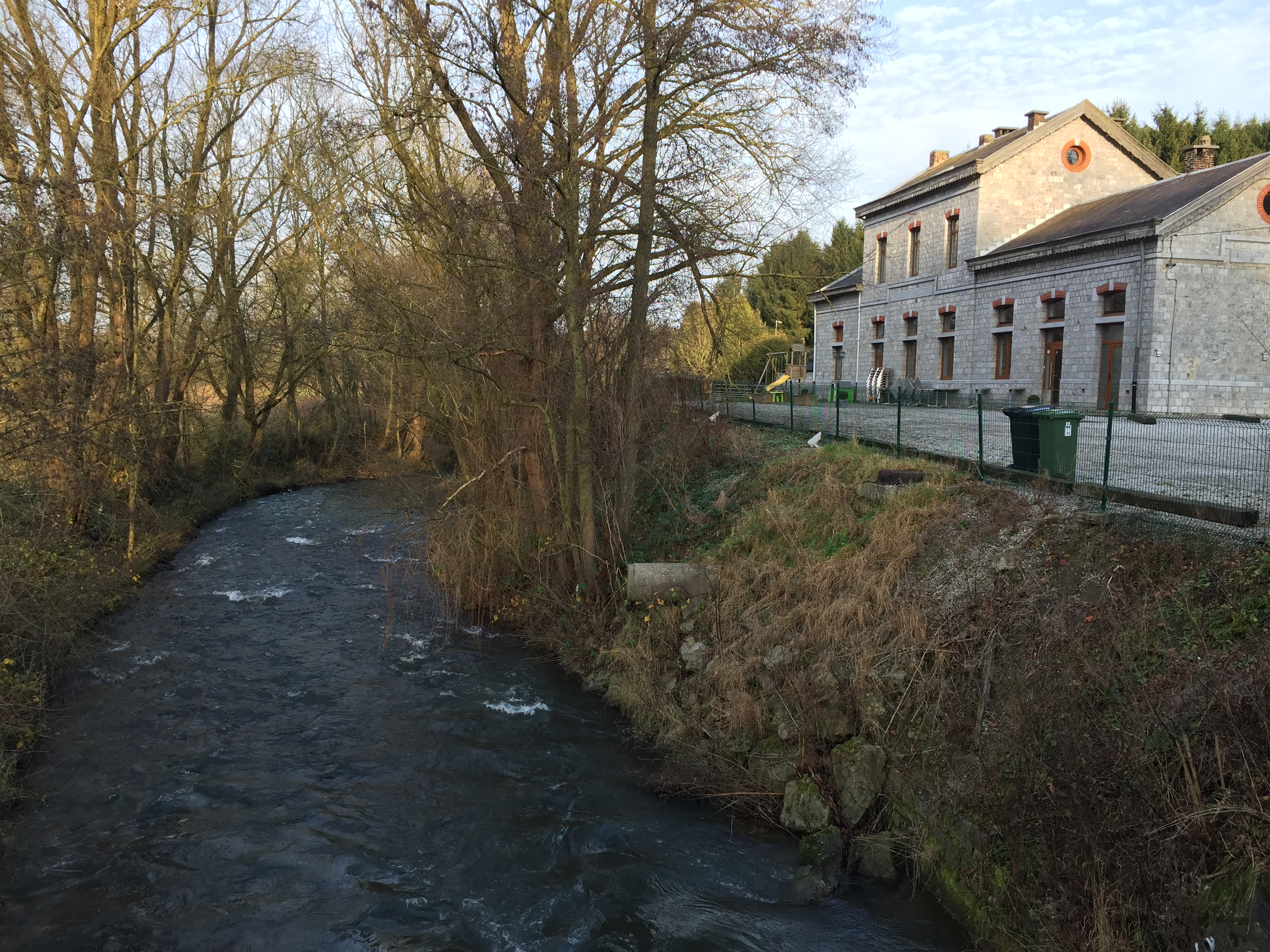
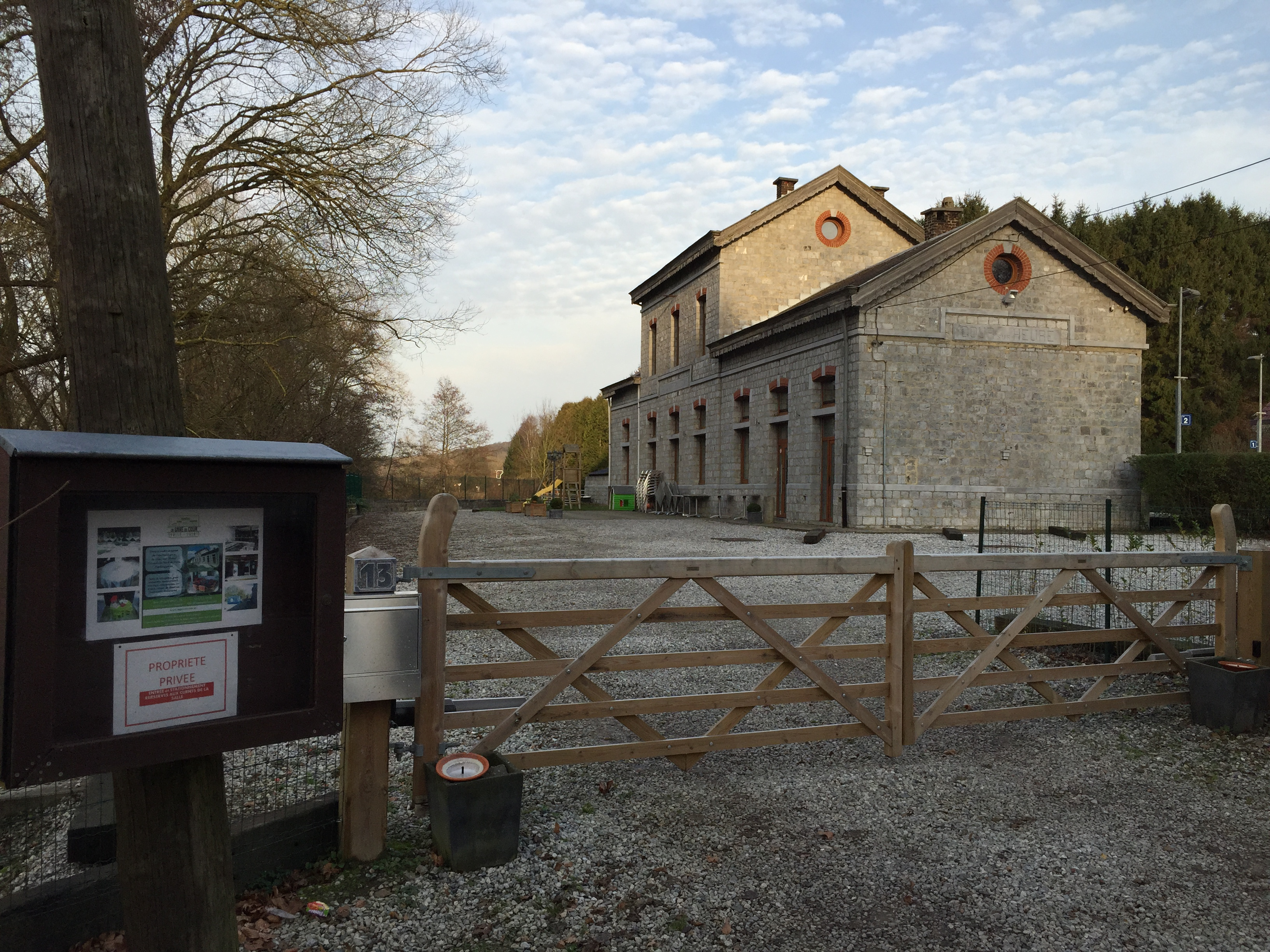
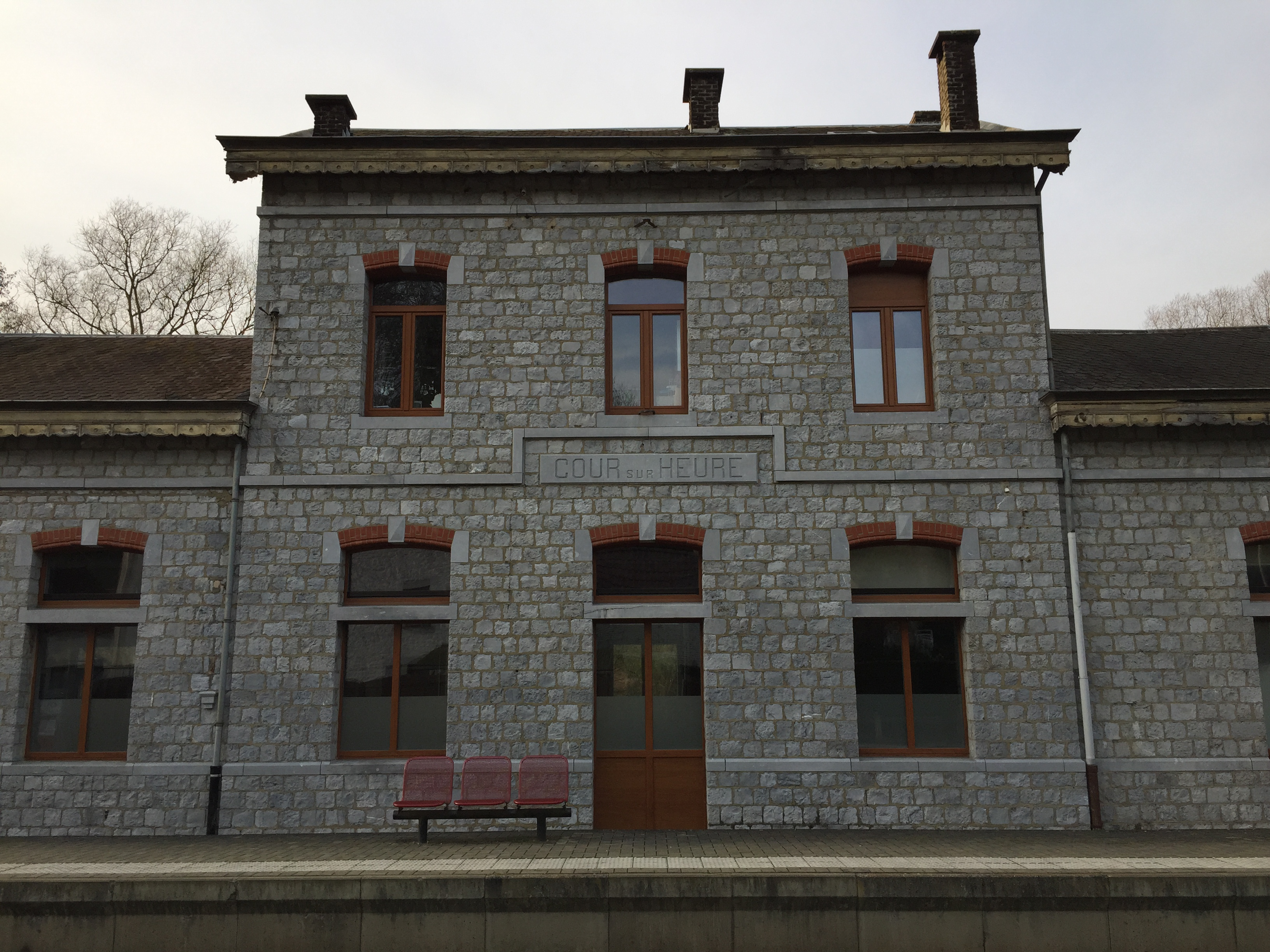
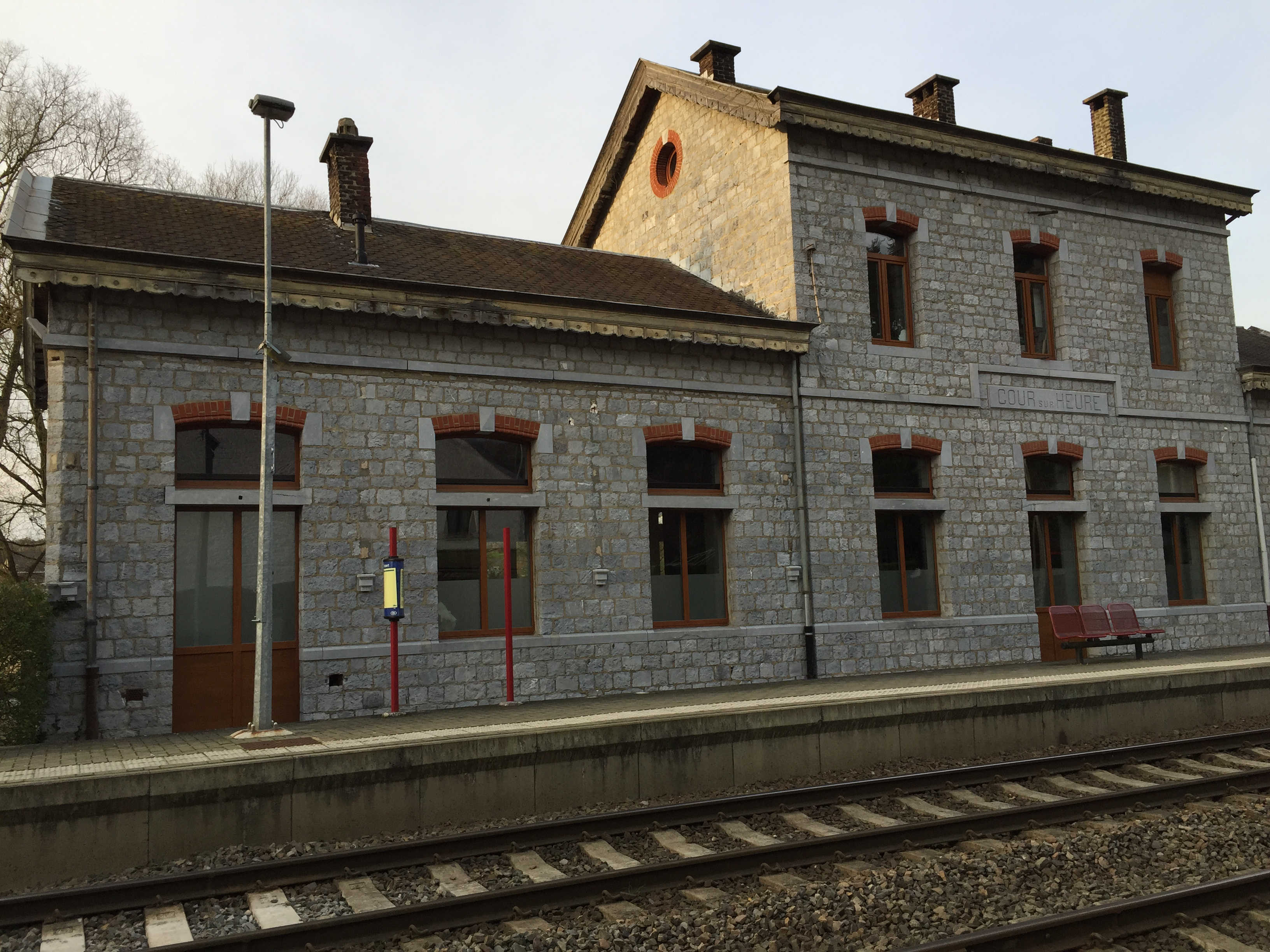
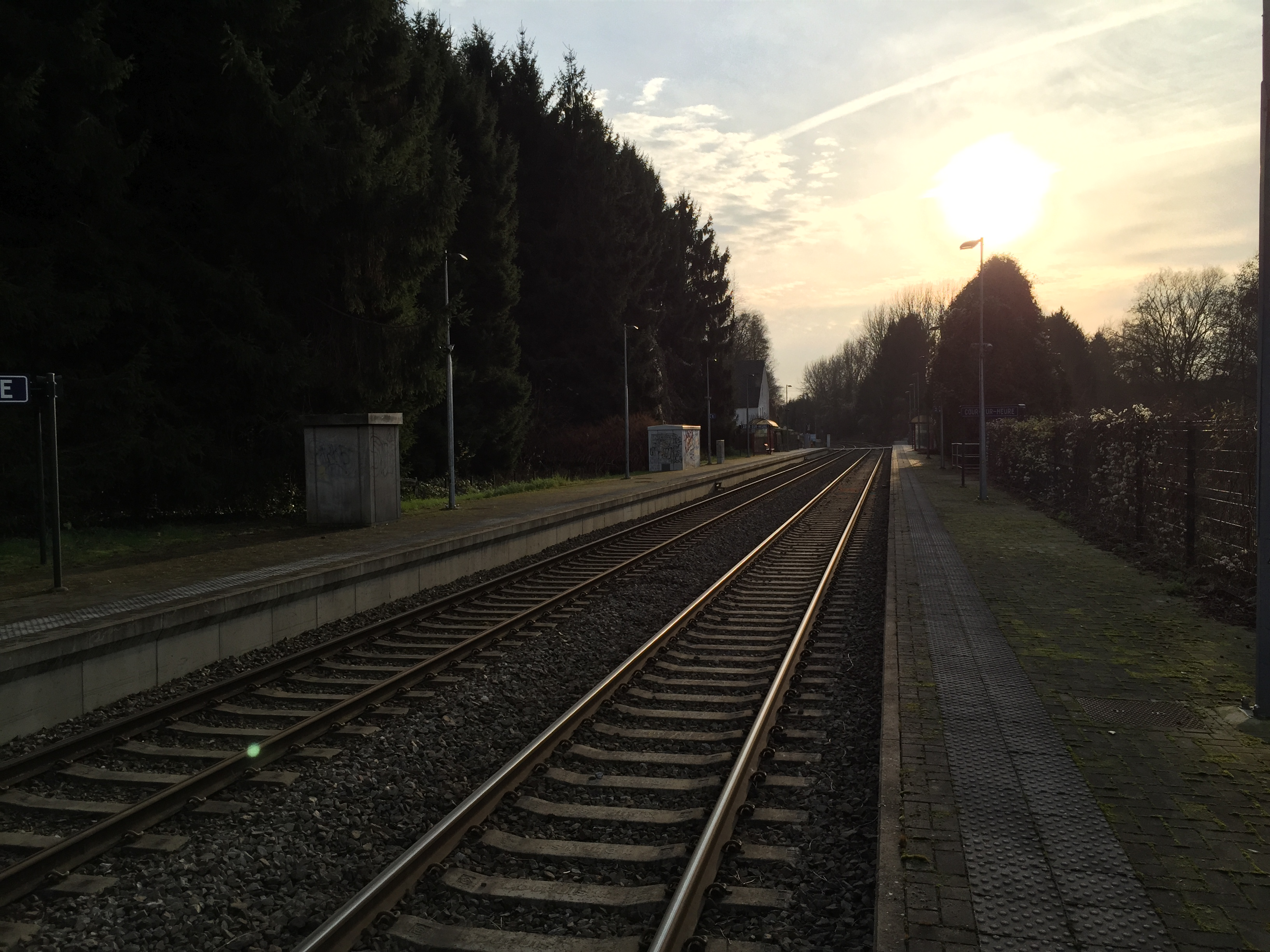